# Seewalchen am Attersee
Seewalchen am Attersee är en ort och kommun i Österrike. Den ligger i distriktet Vöcklabruck i förbundslandet Oberösterreich, 210 kilometer väster om huvudstaden Wien. 
Kommunen består av 18 orter (Ortschaften) (inom parentes invånarantal 1 januari 2024):

- Ainwalchen (80)
- Buchberg (108)
- Gerlham (147)
- Haidach (116)
- Haining (147)
- Kemating (157)
- Kraims (247)
- Litzlberg (312)
- Moos (30)
- Neißing (63)
- Neubrunn (121)
- Pettighofen (56)
- Reichersberg (100)
- Roitham (45)
- Seewalchen am Attersee (2 992)
- Staudach (33)
- Steindorf (958)
- Unterbuchberg (10)